# Рене Дюге-Труен
Рене Дюге-Труен (René Duguay-Trouin, 10 червня 1673 — 27 вересня 1736) — французький капер, згодом адмірал часів короля Людовика XIV.

## Життєпис
Походив з родини судновласників та купців. Син Люка Дюге-Труена, володаря Барбіне. Представники родини також займалися каперством.
Спочатку для Рене планувалася кар'єра священика. він навчався у школі в Ренні, проте у 1684 році залишив її. У 1689 році поступає на флот матросом-волонтером (в цей час тривала Війна Аусбурзької ліги), а вже у 1691 році стає капітаном 14-гарматного корабля. Дюге-Труен в цей час займається піратством поблизу берегів Південної Ірландії. У 1692 році на своєму кораблі діє у протоці Ла-Манш. У 1694 році він уже діє поблизу берегів Португалії. Того ж року бився проти 4 англійських кораблів, зрештою потрапив у полон. Втім йому вдалося втекти, перепливши на човнику через Ла-Манш.
У 1695 році отримує корабель у 30 гармат, на якому захопив 12 суден. Того ж року приєднується до ескадри маркіза Андре Несмонда, генерал-лейтенанта флоту. У 1696 році він вже самостійно діяв на чолі 2 кораблів та 3 фрегатів. Тут він зумів захопити низку голландських торговельних суден. Успішні дії Дюге-Труена сприяли його зарахуванню у 1697 році до королівського флоту.
Під час війни за іспанську спадщину Дюге-Труен очолив окрему каперську ескадру, що діяла у Північному морі. У 1703 році він захопив 28 голландських китобійних суден. У 1704 році захопив англійський корабель з 58 гарматами та 12 торговельних суден. у 1705 році діяв біля узбережжя Португалії, блокуючи прохід до Лісабону. У 1706 році Дюге-Тюрен серед учасників захисту Кадіса (Іспанія). У 1707 році захопив 60 португальських суден. У 1709 році захопив 16 бойових кораблів та 300 торговельних суден. за цю звитягу король посвятив Дюге-Труена у лицарі.
У 1711 році Дюге-Труен організував та здійснив великий похід проти Ріо-де-Жанейро. Після запеклої 11-денної битви він знищив 60 торгових суден, 3 лінійні кораблі, 2 фрегати. Місту завдано збитків на понад 25 мільйонів ліврів. Під час повернення до Франції біля Бреста затонув корабель Le Magnanime, проте привезена Дюге-Труеном здобич все ж була величезною: 1,3 тон золота, судна-призи на загальну суму у 1,6 млн фунтів.
Після завершення війни за іспанську спадщину у 1715 році Дюге-Труен стає адміралом. У 1723 році призначають членом Ради директорів Ост—Індійської компанії. У 1728 році стає командувачем флоту. У 1731 році здійснив походи проти Триполі, Тунісу та Алжиру, де звільнив багатьох французьких бранців.
У 1733 році командував флотом під час Війни за польську спадщину. Втім його дії у Данцигу виявилися марними, не сприяли справі короля Станіслава Лещинського. У 1734 році Дюге-Труен готував нову експедицію до Балтійського моря, проте в цей час війна була завершена. Невдовзі хворий Дюге-Труен переїздить з Бреста до Парижу, де й помирає 27 вересня 1736 року.

## Творчість
Цікавими є «Мемуари» Рене Дюге-Труена, де він детально описує хід усіх своїх походів. Вони вийшли друком у 1740 році.

## Пам'ять
Його ім'ям названо 4 лінкори, 3 крейсери, фрегат, а також атомний підводний човен класу «Барракуда».